# Iolo
Iolo is een plaats (frazione) in de Italiaanse gemeente Prato.